# Гринск
Гринск — деревня в Черлакском районе Омской области России. Входит в Елизаветинское сельское поселение.

## История
Основана деревня Гринск выходцами из деревни Грынь, относящейся к Калужской губернии (в наше время — Калужской области) в 1920 году как Грынская артель или Грынь. В 1928 г. состояла из 36 хозяйств, основное население — русские. В составе Елизаветинского сельсовета Ачаирского района Омского округа Сибирского края.
В соответствии с Законом Омской области от 30 июля 2004 года № 548-ОЗ «О границах и статусе муниципальных образований Омской области» деревня вошла в состав образованного муниципального образования «Елизаветинское сельское поселение».

## География
Находится на юге-востоке региона, в пределах Курумбельской степи, являющейся частью Чебаклы-Суминской впадины.

## Население
| 2010 |
| ---- |
| 359  |

Гендерный состав
По данным Всероссийской переписи населения 2010 года в гендерной структуре населения из 359 человек мужчин — 157, женщин — 202 (43,7 и 56,3 % соответственно).
Национальный состав
В 1928 г. основное население — русские.
Согласно результатам переписи 2002 года, в национальной структуре населения русские составляли 65 %, казахи 26 % от общей численности населения в 402 чел..